# Kalogerikó
Kalogerikó är en ort i Grekland.   Den ligger i prefekturen Nomós Ártas och regionen Epirus, i den centrala delen av landet, 270 km väster om huvudstaden Aten. Kalogerikó ligger 1 meter över havet och antalet invånare är 549.
Terrängen runt Kalogerikó är huvudsakligen platt, men västerut är den kuperad. Runt Kalogerikó är det ganska glesbefolkat, med 39 invånare per kvadratkilometer. Närmaste större samhälle är Arta, 10,6 km nordost om Kalogerikó. Trakten runt Kalogerikó består till största delen av jordbruksmark.